# Gloversville
Gloversville è una città degli Stati Uniti d'America situata nello Stato di New York e in particolare nella contea di Fulton.